# Port lotniczy Benguela
Port lotniczy Benguela – port lotniczy położony w Bengueli, w Angoli.

## Linie lotnicze i połączenia
| Linia Lotnicza | Kierunek  |
| -------------- | --------- |
| Fly Angola     | 1. Luanda |